# Jüdische Gemeinde Alsheim
Die jüdische Gemeinde Alsheim in Alsheim bestand vom 18. Jahrhundert bis in die 1930er Jahre. Zur Gemeinde gehörten bis 1875 bzw. 1900 auch die Einwohner jüdischen Glaubens der Nachbargemeinden Mettenheim und Gimbsheim. Die jüdische Gemeinde gehörte zum Bezirksrabbinat Worms.

## Geschichte
Erstmals genannt werden auf dem Gebiet von Alsheim siedelnde Juden 1550. 1750 gründete sich die Kultusgemeinde Alsheim, zu der bis 1875 bzw. 1900 auch die Einwohner der Nachbargemeinden Mettenheim und Gimbsheim gehörten. Die jüdische Gemeinde gehörte zum Bezirksrabbinat Worms. Bis in die Mitte des 19. Jahrhunderts stieg die Zahl der Mitglieder der jüdischen Gemeinde stetig an und erreichte 1871 ihren höchsten Stand. Ab dann kam es zu Ab- und Auswanderungen. Ab 1933, nach der Machtergreifung Adolf Hitlers, wurden die jüdischen Einwohner immer mehr entrechtet. Zudem kam es immer wieder zu antijüdischen Aktionen, die in den Novemberpogromen 1938 ihren Höhepunkt fanden. Dies hatte zur Folge, dass viele jüdischen Familien die Gemeinde verließen. Wann genau die letzten jüdischen Einwohner Alsheim verließen oder deportiert wurden, ist nicht bekannt.

### Entwicklung der jüdischen Einwohnerzahl
| Jahr | Juden      | Jüdische Familien | Bemerkung                               |
| ---- | ---------- | ----------------- | --------------------------------------- |
| 1550 |            | 4                 |                                         |
| 1743 |            | 6                 |                                         |
| 1799 |            | 2                 |                                         |
| 1808 | 14         |                   |                                         |
| 1824 | 34         |                   |                                         |
| 1828 | 38         |                   |                                         |
| 1861 | 73         |                   | mit Hangen-Wahlheim                     |
| 1871 | 79         |                   |                                         |
| 1880 | 50         |                   |                                         |
| 1895 | 53         |                   |                                         |
| 1900 | 43         |                   |                                         |
| 1905 | 43         |                   |                                         |
| 1910 | 36         |                   |                                         |
| 1924 | 25         |                   |                                         |
| 1933 | 15 oder 35 |                   | unterschiedliche Angaben in den Quellen |
| 1938 | 5          |                   |                                         |

Quelle: alemannia-judaica.de; jüdische-gemeinden.de

## Einrichtungen

### Synagoge
Die Synagoge in Alsheim wurde 1842/43, etwas zurückgesetzt, auf dem Grundstück Mittelgasse 14/16 errichtet. Zu einem nicht bekannten Zeitpunkt wurde die Synagoge verkauft. 1970 erfolgte ein Komplettumbau zu einem noch heute genutzten Wohnhaus.

### Mikwe
Die Gemeinde verfügte über eine eigene Mikwe. Diese war vermutlich in einem eigenen kleinen Badehaus untergebracht, das sich auf dem Gelände der Synagoge befand allerdings heute nicht mehr erhalten ist.

### Friedhof
Bis zur Einrichtung des jüdischen Friedhofs in Alsheim 1896 wurden die Toten auf dem jüdischen Friedhof in Osthofen beigesetzt.

### Schule
Die Gemeinde verfügte über eine eigene Religionsschule. Das noch heute erhaltene Gebäude befand sich direkt neben der Synagoge. 1873 wurde die Schule zu einer israelitischen Volksschule, die auch von nichtjüdischen Kindern besucht wurde.  Es war ein eigener Religionslehrer angestellt, der auch die Aufgaben des Vorbeters und Schochet innehatte. Die Wohnung des Lehrers befand sich in der Mittelgasse 14.

## Vereine
Neben dem, über Alsheim hinaus bekannten, Synagogenchor gab es am Ort einen Wohltätigkeitsverein sowie einen Frauenwohltätigkeitsverein.

## Opfer des Holocaust
Im Gedenkbuch – Opfer der Verfolgung der Juden unter der nationalsozialistischen Gewaltherrschaft 1933–1945 und in der Zentralen Datenbank der Namen der Holocaustopfer von Yad Vashem werden folgende Mitglieder der jüdischen Gemeinschaft Alsheim (die dort geboren wurden oder zeitweise lebten)  aufgeführt, die während der Zeit des Nationalsozialismus ermordet wurden:
| Name       | Vorname             | Todeszeitpunkt   | Alter     | Ort des Todes                 | Bemerkung | Quellen |
| ---------- | ------------------- | ---------------- | --------- | ----------------------------- | --- | --- |
| David      | Jakob Otto          | unbekannt        | unbekannt | Ghetto Piaski                 | Deportation am 25. März 1942 ab Mainz nach Ghetto Piaski. | Yad Vashem (Datenbank, Datensatz Nr. 11487933) / Gedenkbuch für die Opfer der NS-Judenverfolgung in Deutschland                      |
| David      | Johanna             | 15. Mai 1944     | 71 Jahre  | Konzentrationslager Auschwitz | Deportation am 1. September 1942 ab Frankfurt am Main nach Ghetto Theresienstadt (Transport XII/2, Zug Da 509 / Deportationsnummer im Transport 634). Deportation am 15. Mai 1944 von Ghetto Theresienstadt nach Konzentrationslager Auschwitz (Transport Dz / Deportationsnummer im Transport 2243). | Yad Vashem (Datenbank, Datensatz Nr. 4887320 und 11487939) / Gedenkbuch für die Opfer der NS-Judenverfolgung in Deutschland          |
| Löb        | Karoline            | 6. November 1940 | 78 Jahre  | Internierungslager Gurs       | Deportation am 22. Oktober 1940 ab Odenbach nach Internierungslager Gurs . | Yad Vashem (Datenbank, Datensatz Nr. 11581945) / Gedenkbuch für die Opfer der NS-Judenverfolgung in Deutschland                      |
| Mayer      | Albert              | unbekannt        | unbekannt | Vernichtungslager Treblinka   | Deportation am 19. Juli 1942 ab Hamburg nach Ghetto Theresienstadt (Transport VI/2 / Deportationsnummer im Transport 454). Deportation am 26. September 1942 von Ghetto Theresienstadt nach Vernichtungslager Treblinka (Transport Br / Deportationsnummer im Transport 481).                         | Yad Vashem (Datenbank, Datensatz Nr. 4813473 und 11590621) / Gedenkbuch für die Opfer der NS-Judenverfolgung in Deutschland          |
| Mayer      | Moses Moritz        | 30. Juni 1942    | 58 Jahre  | Vernichtungslager Belzec      | Deportation von Worms nach Ghetto Piaski. Deportation am 25. März 1942 ab Mainz von Ghetto Piaski nach Vernichtungslager Belzec. | Yad Vashem (Datenbank, Datensatz Nr. 11591356) / Gedenkbuch für die Opfer der NS-Judenverfolgung in Deutschland                      |
| Müller     | Franziska           | 28. April 1942   | 75 Jahre  | Internierungslager Rivesaltes | Deportation am 22. Oktober 1940 von Mannheim nach Internierungslager Gurs. Deportation am 14. März 1941 von Internierungslager Gurs nach Internierungslager Rivesaltes. | Yad Vashem (Datenbank, Datensatz Nr. 7090327 und 11597818) / Gedenkbuch für die Opfer der NS-Judenverfolgung in Deutschland          |
| Reiss      | Albert              | 8. Mai 1941      | 67 Jahre  | Internierungslager Recebedou  | Deportation am 22. Oktober 1940 von Mannheim nach Internierungslager Gurs. Deportation am 17. März 1941 von Internierungslager Gurs nach Internierungslager Recebedou. | Yad Vashem (Datenbank, Datensatz Nr. 11612405) / Gedenkbuch für die Opfer der NS-Judenverfolgung in Deutschland                      |
| Schwab     | Ida                 | 5. Mai 1942      | 58 Jahre  | Vernichtungslager Kulmhof     | Deportation am 22. Oktober 1941 von Köln nach Ghetto Litzmannstadt. Deportation am 22. Oktober 1941 ab Ghetto Litzmannstadt nach Vernichtungslager Kulmhof. | Yad Vashem (Datenbank, Datensatz Nr. 3944678 und 11630026) / Gedenkbuch für die Opfer der NS-Judenverfolgung in Deutschland          |
| Vogel      | Josef Julius        | unbekannt        | unbekannt | Vernichtungslager Treblinka   | Deportation am 27. Juli 1942 von Köln-Trier nach Ghetto Theresienstadt. Deportation am 19. September 1942 ab Ghetto Theresienstadt nach Vernichtungslager Treblinka. | Yad Vashem (Datenbank, Datensatz Nr. 11648714) / Gedenkbuch für die Opfer der NS-Judenverfolgung in Deutschland                      |
| Vogel      | Regina Regine Recha | unbekannt        | unbekannt | Vernichtungslager Treblinka   | Deportation am 27. Juli 1942 von Köln-Trier nach Ghetto Theresienstadt. Deportation am 19. September 1942 ab Ghetto Theresienstadt nach Vernichtungslager Treblinka. | Yad Vashem (Datenbank, Datensatz Nr. 111648742) / Gedenkbuch für die Opfer der NS-Judenverfolgung in Deutschland                     |
| Wolff      | Amalie              | 15. Februar 1943 | 68 Jahre  | Ghetto Theresienstadt         | Deportation am 1. September 1942 von Berlin nach Ghetto Theresienstadt (Transport I/56 / Deportationsnummer im Transport 5751). | Yad Vashem (Datenbank, Datensatz Nr. 4762791, 4140215 und 11657213) / Gedenkbuch für die Opfer der NS-Judenverfolgung in Deutschland |
| Wolff      | Bernhard            | 31. Januar 1943  | 73 Jahre  | Ghetto Theresienstadt         | Deportation am 1. September 1942 von Berlin nach Ghetto Theresienstadt (Transport I/56). | Yad Vashem (Datenbank, Datensatz Nr. 11657263 und 4140223)                                                                           |
| Zeilberger | Blanka Blanca       | 28. März 1942    | 53 Jahre  | Ghetto Litzmannstadt          | Deportation am 20. Oktober 1941 von Frankfurt am Main nach Ghetto Litzmannstadt. | Yad Vashem (Datenbank, Datensatz Nr. 11659914)                                                                                       |